# Колібрі-барвограй еквадорський
Колі́брі-барвограй еквадорський (Metallura odomae) — вид серпокрильцеподібних птахів родини колібрієвих (Trochilidae). Мешкає в Еквадорі і Перу.

## Опис
Довжина птаха становить 9—10,5 см, самці важать 5,2 г, самиці 4,8 г. У самців верхня частина тіла темно-бронзово-зелена, блискуча, за очима білі плями. Горло червонувато-фіолетове, блискуче. Нижня частина тіла тьмяно-бронзово-зелена, іноді поцяткована охристим лускоподібним візерунком. Нижні покривні пера хвоста бронзово-зелені з коричнювато-охристими краями. Хвіст зверху бронзово-синьо-зелений, знизу світло-зелений. У самиць верхня частина хвоста більш бронзова, горло поцятковане рожевувато-червоними плямами, решта нижньої частини тіла поцяткована білуватим або охристим лускоподібним візерунком. Дзьоб короткий, прямий, чорний, завдовжки 15 мм.

## Поширення і екологія
Еквадорські колібрі-барвограї мешкають в Андах на півдні Еквадору (Самора-Чинчипе і Лоха, зокрема в Національному парку Подокарпус) та на півночі Перу (П'юра, Кахамарка). Вони живуть на узліссях карликових лісів та на високогірних луках парамо, на висоті від 2600 до 3650 м над рівнем моря, переважно на висоті від 2900 до 3400 м над рівнем моря. Живляться нектаром квітів, а також дрібними комахами, яких ловлять в польоті. Самці захищають кормові території. Гніздо чашоподібне, робиться з муху і лишайників, розміщується в тріщинах серед скель.